# Turó de la Llacuna
El Turó de la Llacuna és una muntanya de 1.783 metres que es troba al municipi de Bellver de Cerdanya, a la comarca de la Baixa Cerdanya.